# Felix the Cat
Felix the Cat (em português:  Gato Félix) é um personagem de desenho animado criado em 1919 pelo cartunista australiano Pat Sullivan e o animador americano Otto Messmer durante a era do cinema mudo. Um gato preto antropomórfico com olhos brancos, corpo preto e um sorriso gigante, ele foi um dos personagens de desenhos animados mais reconhecidos da história do cinema. Félix foi o primeiro personagem animado a atingir um nível de popularidade suficiente para atrair o público do cinema.
Surgido no estúdio de Sullivan, os desenhos animados com o personagem se tornaram grandes na cultura popular. Além dos curtas de animação, Felix estrelou uma história em quadrinhos (desenhada por Sullivan, Messmer e depois Joe Oriolo) a partir de 1923, e sua imagem logo adornou mercadorias como cerâmica, brinquedos e cartões postais. Vários fabricantes fizeram bicho de pelúcia do Félix. Bandas de jazz como Paul Whiteman tocaram músicas sobre ele (Felix Kept on Walking, de 1923 e outros). Em 1926, Félix se tornou o primeiro mascote do ensino médio para os "berries" de Logansport, Indiana.
No final da década de 1920, com a chegada dos desenhos animados sonoros, o sucesso do Félix  passou a decair. Os novos curtas do Mickey Mouse da Disney fizeram com que as ofertas silenciosas de Sullivan e Messmer, que não estavam dispostos a mudar para a produção de som, parecessem desatualizadas. Em 1929, Sullivan decidiu fazer a transição e começou a distribuir desenhos animados sonoros do Félix através da Copley Pictures. Os curtas do Félix sonoro provaram ser um fracasso e a operação terminou em 1932. Félix teve um breve retorno via três desenhos animados em 1936 pelo Van Beuren Studios.
Os desenhos animados do Félix começaram a ser exibidos na televisão americana em 1953. Joe Oriolo introduziu um Félix redesenhado, com pernas mais longas, um corpo muito menor e uma cabeça maior e mais redonda, sem bigodes e sem dentes. Oriolo também adicionou novos personagens e deu ao Félix uma "Bolsa Mágica de Truques" que poderia assumir uma variedade infinita de formas a pedido do mesmo. O gato já atuou em outros programas de televisão e em dois longas-metragens. O filho de Joe, Don Oriolo, mais tarde assumiu o controle criativo do Félix.
Em 2002, o TV Guide classificou Félix como 28.° em sua lista dos "50 Maiores Personagens de Desenhos Animados de Todos os Tempos".
Em 2014, Don Oriolo vendeu os direitos do personagem para a DreamWorks Animation, que agora faz parte da divisão NBCUniversal da Comcast via Universal Pictures.

## Criação

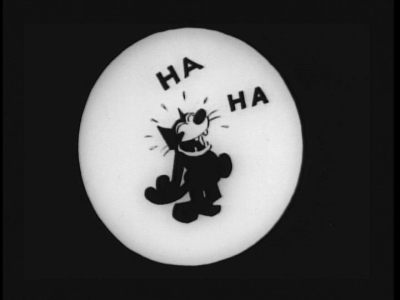
Uma cena do Félix rindo, de Felix in Hollywood (1923)

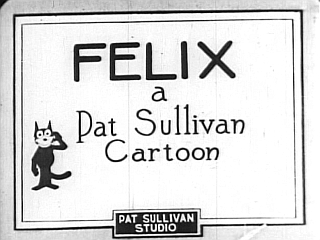
Autoria de Sullivan

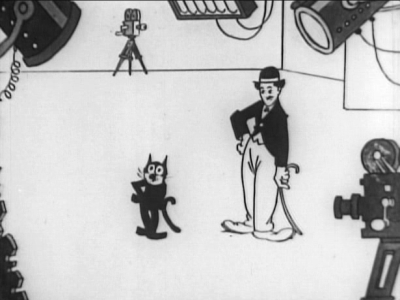
Félix e Charlie Chaplin dividem a tela em um momento de Felix in Hollywood (1923).

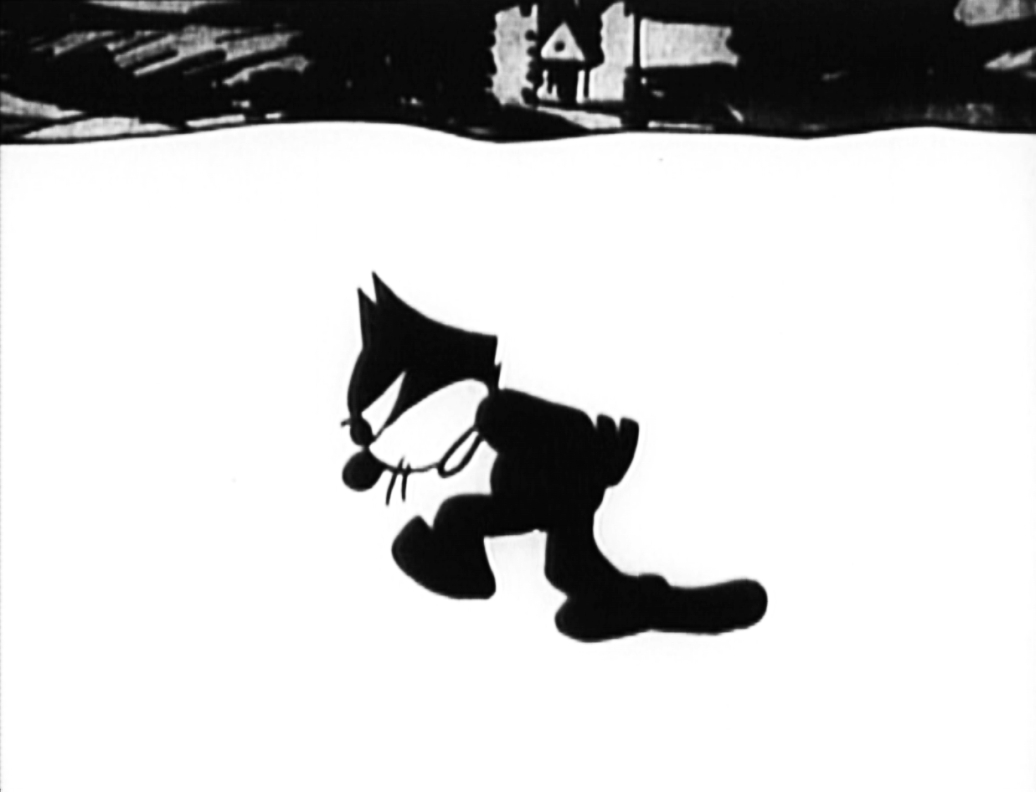
O "caminhar do Félix" como visto em Oceantics (1930)

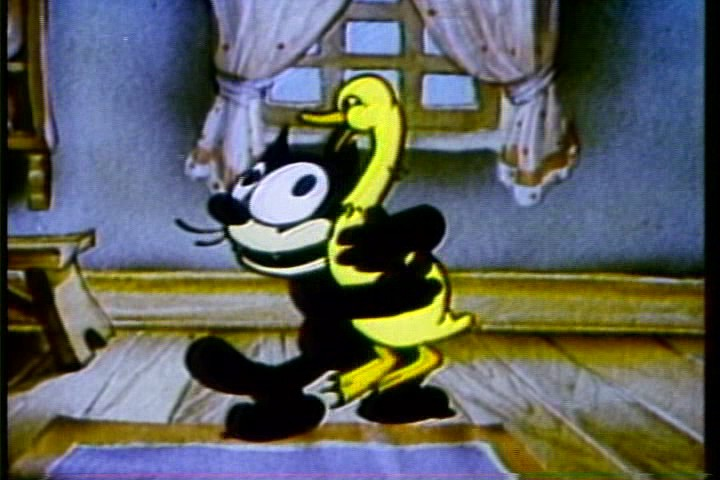
Felix no desenho animado a cores Felix the Cat and the Goose That Laid the Golden Egg (1936)

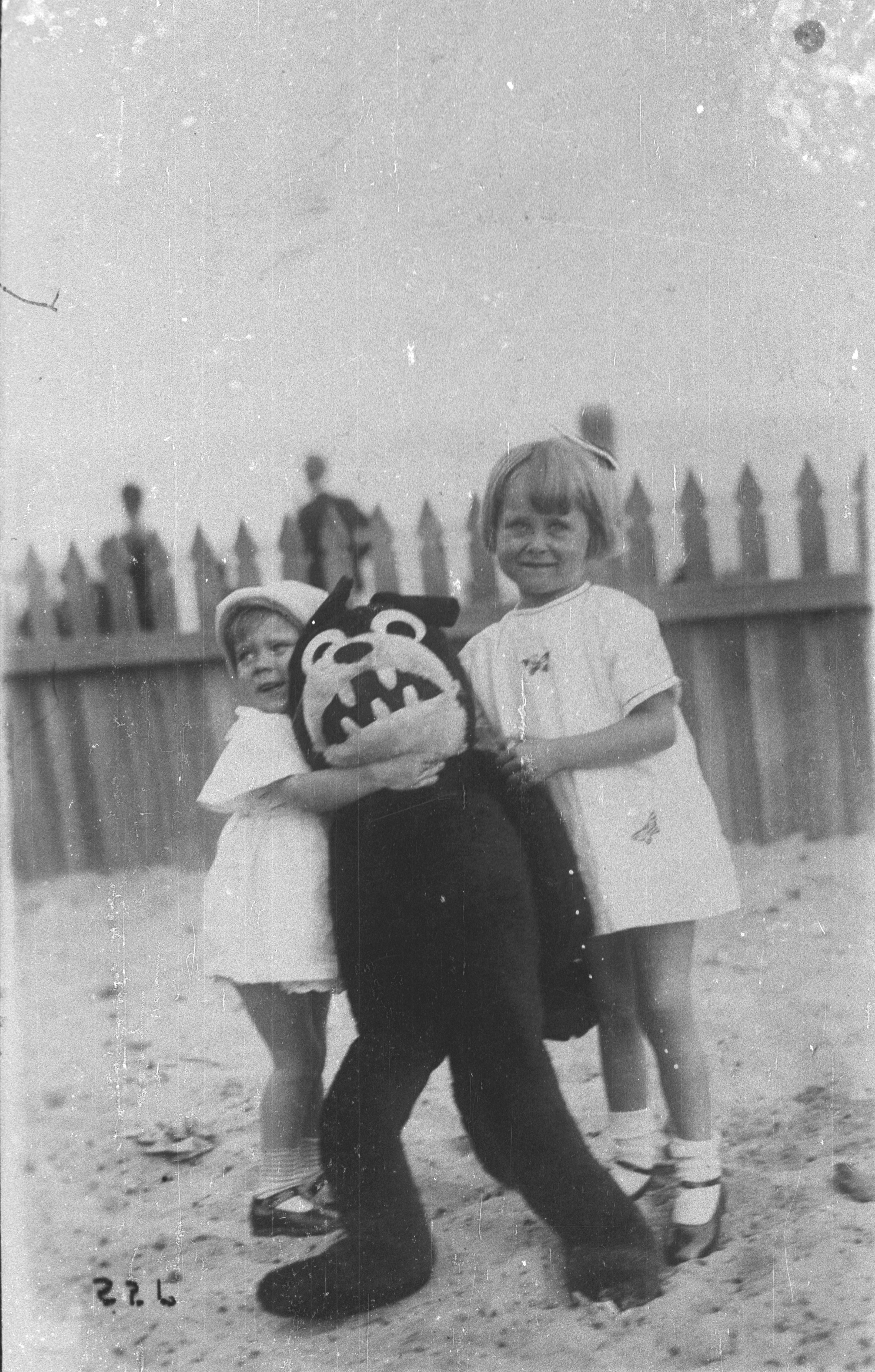
Crianças com um brinquedo do Gato Félix, Nielsen Park Beach, Sydney, NGS, 1926

Em 9 de novembro de 1919, Master Tom, um protótipo de Felix, estreou em um curta da Paramount Pictures intitulado Feline Follies. Produzido pelo estúdio de animação de Pat Sullivan, com sede em Nova Iorque, o desenho foi dirigido pelo cartunista e animador Otto Messmer. Foi um sucesso, e o estúdio de Sullivan rapidamente começou a trabalhar na produção de outro filme com Master Tom, em Musical Mews (lançado em 16 de novembro de 1919). Ele também provou ser bem sucedido com o público. Messmer afirmou que John King, da Paramount Magazine, sugeriu o nome "Felix", para contraste da felicidade tradicionalmente associada a um gato preto. O nome foi usado pela primeira vez no terceiro filme estrelado pelo personagem, The Adventures of Felix (lançado em 14 de dezembro de 1919). Sullivan afirmou que nomeou Félix após a Austrália Felix da história e literatura australiana. Em 1924, o animador Bill Nolan redesenhou o personagem, tornando-o mais redondo e fofo. O novo visual do Félix, juntamente com a animação de personagem de Messmer, elevou o personagem de perfil.

### Autoria
A questão de quem criou Félix permanece controversa. Sullivan afirmou em várias entrevistas em jornais que ele criou Félix e fez os desenhos principais para o personagem. Em uma visita à Austrália em 1925, Sullivan disse ao jornal The Argus que "[a] ideia me foi dada pela visão de um gato que minha esposa trouxe para o estúdio um dia". Em outras ocasiões, ele alegou que Félix tinha sido inspirado por "The Cat that Walked by Himself" de Rudyard Kipling ou pelo amor de sua esposa por vira-latas. Membros da Australian Cartoonist Association alegaram que as letras usadas em Feline Follies combinam com a caligrafia de Sullivan e que Sullivan escreveu em seus desenhos. Além disso, por volta dos quatro minutos em Feline Follies, as palavras 'Lo Mum' são usadas em um balão de fala por um dos gatinhos; este era um termo para a mãe não usado pelos americanos (que usam mom), mas certamente pelos australianos. No entanto, Messmer afirmou ter desenhado sozinho Feline Follies de casa, levantando questões sobre por que um americano usaria o termo 'Mum' em algo que ele desenhou sozinho. Os defensores de Sullivan também dizem que o caso é apoiado por seu lançamento em 18 de março de 1917 de um curta de desenho animado intitulado The Tail of Thomas Kat mais de dois anos antes de Feline Follies. Ambos um documentário australiano ABC-TV exibido em 2004 e os curadores de uma exposição na Biblioteca Estadual de Nova Gales do Sul em 2005 sugeriram que Thomas Kat era um protótipo ou precursor do Félix. No entanto, poucos detalhes de Thomas sobreviveram. Sua cor de pele não foi definitivamente estabelecida, e a sinopse de direitos autorais sobrevivente do curta sugere diferenças significativas entre Thomas e o Félix posterior. Por exemplo, enquanto o Félix posterior transforma magicamente sua cauda em ferramentas e outros objetos, Thomas é um gato não antropomorfizado que perde a cauda em uma briga com um galo, para nunca mais recuperá-la.
Sullivan era o proprietário do estúdio e – como é o caso de quase todos os empresários do cinema – ele possuía os direitos autorais de qualquer trabalho criativo de seus funcionários. Em comum com muitos animadores da época, Messmer não foi creditado. Após a morte de Sullivan em 1933, sua propriedade na Austrália assumiu a propriedade do personagem, embora Messmer tenha dito a Harry Kopp que Sullivan prometeu a ele os direitos do Félix em seu testamento, tal testamento não existia no momento em que ele morreu. Kopp e a propriedade obtiveram os direitos em 1934 do King Features Syndicate após inúmeras conferências com ele.
Não foi até depois da morte de Sullivan que os funcionários de Sullivan, como Hal Walker, Al Eugster, Gerry Geronimi, Rudy Zamora, George Cannata e o próprio advogado de Sullivan, Harry Kopp, creditaram a Messmer a criação do Félix. Eles alegaram que ele foi baseado em um Charlie Chaplin animado que Messmer havia animado para o estúdio de Sullivan anteriormente. A personalidade e os movimentos do gato em Feline Follies refletem os principais atributos de Chaplin e, embora mais em blocos do que o Félix posterior, o familiar corpo negro já está lá (Messmer achou formas sólidas mais fáceis de animar).O próprio Messmer relembrou sua versão da criação do gato em uma entrevista com o historiador de animação John Canemaker:

O estúdio de Sullivan estava muito ocupado, e a Paramount, eles estavam ficando atrasados e precisavam de um extra para preencher. E Sullivan, estando muito ocupado, disse: "Se você quiser fazer isso ao lado, você pode fazer qualquer coisinha para satisfazê-los." Então imaginei que um gato seria o mais simples. Deixe-o todo preto, você sabe – você não precisa se preocupar com contornos. E uma mordaça atrás da outra, sabe? Bonitinho. E todos deram risadas. Então a Paramount gostou e encomendou uma série.
Além disso, Messmer disse a Canemaker que tanto ele quanto Sullivan desenharam o Félix com base em modelos da tradição do show de menestréis e na caricatura racista de pickaninny:
Pat Sullivan... começou por conta própria, fazendo seu pequeno Black Pickaninny [Sammie Johnsin]. O que mais tarde se tornou quase o Félix, pelo menos na minha cabeça. Mesmo tipo, só que ele era um pickaninny. Agora isso estava indo muito bem, mas não passou pelo Sul, aquele pequeno sentimento anti-negro. Eles não comandariam os Pickaninnies.
Os menestréis foram úteis para criar um animal cartunesco porque levaram o público a esperar um personagem animado, divertido e rebelde.
Os historiadores da animação apoiam as alegações de Messmer. Entre eles estão Michael Barrier, Jerry Beck, Colin e Timothy Cowles, Donald Crafton, David Gerstein, Milt Gray, Mark Kausler, Leonard Maltin e Charles Solomon.
Sullivan comercializou o gato incansavelmente enquanto Messmer continuou a produzir um volume prodigioso de desenhos animados do Félix. Messmer fez a animação em papel branco com tintas traçando os desenhos diretamente. Os animadores desenharam fundos em pedaços de celuloide, que foram colocados em cima dos desenhos para serem fotografados. Qualquer trabalho de perspectiva tinha que ser animado à mão, pois as câmeras do estúdio não conseguiam realizar panorâmicas.

## Reboot
Em 1953, a Official Films comprou os curtas de Sullivan-Messmer, adicionou trilhas sonoras a eles e os distribuiu para os mercados de home video e televisão.
O assistente de Otto Messmer, Joe Oriolo, que assumiu a banda desenhada do Félix e fez um acordo com o novo proprietário, o sobrinho de Pat Sullivan, para começar uma nova série de televisão animada do Félix. Foram produzidos 260 episódios pelo Famous Studios em animação limitada (necessária devido a restrições orçamentárias), renomeado Paramount Cartoon Studios, distribuído pela Trans-Lux a partir de 1958. Como o Van Beuren Studios antes, Oriolo deu a Félix uma personalidade mais domesticada e pedestre voltada para mais para as crianças e introduziu elementos agora familiares, como a Bolsa Mágica de Truques do Félix, uma mochila que poderia assumir a forma e as características de qualquer coisa que Félix quisesse. O desenho introduziu novos personagens, todos interpretados pelo dublador Jack Mercer.
As tramas de Oriolo giram em torno das tentativas malsucedidas dos antagonistas de roubar a Bolsa Mágica de Félix, embora em uma reviravolta incomum, esses antagonistas são ocasionalmente retratados como amigos de Félix também. Apesar de sua popularidade, a crítica o considerou como insignificante frente aos clássicos da dupla Sullivan-Messmer, especialmente porque o público almejado por Oriolo era o infantil.
Em 1970, Oriolo ganhou o controle completo do personagem Félix e Don Oriolo continua a promover o personagem até hoje, embora os direitos desta versão do personagem agora sejam de propriedade da Dreamworks.

## Filme de Animação
No final dos anos 1980, após a morte de seu pai, Don Oriolo juntou-se a animadores europeus para trabalhar no primeiro longa-metragem do personagem, Felix the Cat: The Movie. No filme, Félix visita uma realidade alternativa junto com o Professor e Poindexter. A New World Pictures planejou um lançamento de Ação de Graças em 1987 para os cinemas americanos, o que não aconteceu; o filme foi lançado diretamente em mídia doméstica em agosto de 1991, que foi amplamente criticado em seu lançamento antes de ser completamente abandonado nos EUA durante o século XXI.

## SegundoReboote Spin-Offs
Em 1994, Felix apareceu novamente na televisão, substituindo os bumpers do popular Fido Dido na CBS, e então um ano depois na série The Twisted Tales of Felix the Cat.
Fortemente inspirado na série original dos anos 20, o cartoon ignora boa parte do estilo presente na série anterior dos anos 50 e 60 (projetada especificamente para o público infantil). As histórias costumam envolver o Gato Félix em um mundo surreal com novos personagens e situações constrangedoras
De muitas maneiras, o show volta à era dos curtas do cinema mudo com cenários surreais e representações excêntricas dos personagens. Felix também é mais parecido com sua forma travessa original, em vez da representação inocente dos curtas de Van Beuren de 1936, da série de TV de 1959 e de Felix the Cat: The Movie. Félix finalmente tem a sua personalidade original, da série dos anos 1920, ao contrário daquela dos anos 1950, que é mais infantil. No entanto, contém alguns elementos da série dos anos 1950, como a Bolsa Mágica de Felix e os personagens Poindexter, o Mestre Cilindro, o Professor e Rock Bottom (embora os dois últimos sejam na verdade paródias dos personagens originais, com seus nomes em inglês sendo Mad Doctor e Lead Fanny, respectivamente). A série tinha um estilo de arte inspirado no Fleischer Studios.
Baby Felix seguiu em 2000 para o mercado japonês, e também o direto em mídia doméstica Felix the Cat Saves Christmas. Oriolo também trouxe uma nova onda de merchandising do Félix, incluindo brinquedos Wendy's Kids Meal e um jogo eletrônico para Nintendo Entertainment System.

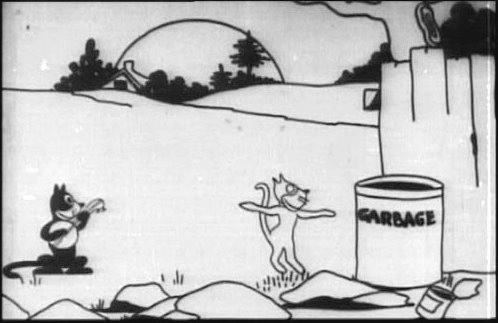
Um protótipo Felix em Feline Follies (1919)

Félix foi classificado entre os 100 Maiores Desenhos Animados em uma pesquisa realizada pelo canal de televisão britânico Channel 4 em 2004, ocupando a 89.ª posição.
De acordo com o blog Felix the Cat, de Don Oriolo, havia planos em desenvolvimento para uma nova série de televisão em setembro de 2008. A página de biografia de Oriolo também menciona uma série de desenhos animados de 52 episódios, então em andamento, intitulada The Felix the Cat Show, com o uso de computação gráfica. Em dezembro de 2020, a WildBrain estava trabalhando em uma nova série do Gato Félix com os coprodutores de Transformers: Rescue Bots e Snoopy in Space.

## Home video
Os lançamentos em DVD incluem Presenting Felix the Cat do Bosko Video; Felix! da Lumivision; Felix the Cat: The Collector's Edition da Delta Entertainment; e Before Walt da Inkwell Images Ink.